# مزج (شاهرود)
مزج یکی از روستاهای شهرستان شاهرود در استان سمنان ایران است و در اطراف شهر شاهرود در بخش بسطام قرار دارد. جمعیت روستای مزج بر پایه نتایج سرشماری سال ۱۳۸۵ برابر با ۶۶۶ نفر (۲۱۵ خانوار) بوده‌است.

## موقعیت جغرافیایی
مزج در ۳۶ دقیقه و ۳۶ درجه عرض جغرافیایی و ۲۴ دقیقه و ۵۵ درجه طول جغرافیایی قرار گرفته و در حدود ۱۲۴۰ متر از سطح دریا ارتفاع دارد. این روستا در بین دو روستای خیج و گیلان (جیلان) قرار گرفته است.